# Lost & Found (álbum de Elan)
Lost & Found es el nombre del quinto álbum de estudio de la cantante mexicana de rock alternativo Elán, lanzado en febrero de 2009.

## Información
Con su disco anterior, Shine cosecharon un gran éxito, por lo que lanzan al mercado su quinta producción discográfica con el nombre de Lost & Found (Perdido & Encontrado en español), desprendiéndose el primer sencillo del mismo título del álbum, Lost & Found.
La grabación del disco se llevó a cabo en la ciudad de San Diego, California, bajo la producción de la vocalista Elán Sara DeFan, y su hermano Jean Carlo DeFan, además su hermano, mismos que produjeron sus discos anteriores.
El álbum cuenta con 10 temas en inglés, en las que Elán fue la que compuso las letras de las canciones del álbum, que según ella están inspiradas en distintos estados de ánimo y en vivencias personales; mientras tanto, los arreglos en la música estuvieron a cargo con el resto de los integrandes de la banda, Jan Carlo, Michel "Cheech" Bitar y Carlos "Charlie" Padilla

## Lista de canciones
1. Wrong Place
2. Lost And Found
3. Fold
4. Beautiful Skies
5. June
6. Everything I Haven't Yet
7. Be Here Or Be Gone
8. Red
9. Fly
10. You Forget

## Sencillos
- Lost & Found